# Levi Sherwood
Levi Sherwood (født 22. oktober 1991 i New Zealand) er en freestyle motocross-kører med kælenavnet "rubber kid".

## Liv og karriere
Levi Sherwoods far Dave Sherwood var en professionel speedwaykører. Levi har siden sine teenageår været en aktiv motocross-kører og har deltaget i FMX-konkurrencer.
Han vandt sin første Red Bull X-Fighters konkurrence i Mexico City i 2009, i en alder af kun 17 år. Han vandt sin anden sejr i 2010 i Moskva og sin tredje i London. Han blev mester i 2012 i Red Bull X-Fighters World Tour. Hans seneste sejr i touren var i Mexico City i 2014.
Levi har også deltaget i X-Games, og i 2010 vandt han sølvmedalje i Freestyle.